# Matalo!
Pour plus de détails, voir Fiche technique et Distribution.
Matalo! est un western spaghetti italien réalisé par Cesare Canevari, sorti en 1970.

## Synopsis
Dans une petite ville perdue dans le désert américain, un bandit, Burt, est sur le point d'être pendu. Mais il est sauvé à temps de la potence par ses complices mexicains qui sèment le chaos en tuant la plupart des villageois. Seul le pasteur est épargné. Avant de s'enfuir, Burt séduit la veuve de l'homme qu'il a tué avant d'être condamné à mort. Armée d'un fusil, elle le menace mais il l'embrasse puis l'abandonne sans rien dire. Aussitôt qu'il est parti, elle se suicide. 
Dans le désert, Burt remercie ses libérateurs en les tuant et il rejoint ensuite d'autres bandits : la sadique Mary, le psychopathe Theo et leur chef Philip. Le quatuor prépare l'attaque d'une diligence transportant de l'or. Le casse est un succès mais Burt est laissé pour mort par ses complices qui s'emparent du butin.
Mary, Philip et Theo se rendent dans une ville fantôme, Benson City, pour se cacher. Mais le trio devient rapidement paranoïaque. Ils se rendent compte qu'ils ne sont pas seuls lorsqu'ils rencontrent la fondatrice de la bourgade, une certaine Constance, mais aussi une veuve, Bridget, et un homme étrange maniant le boomerang, Ray. Les trois bandits basculent dans une folie meurtrière lorsque Burt, bien déterminé à récupérer l'or, arrive en ville. Un jeu de massacres commence.

## Fiche technique
- Titre original et français : Matalo!
- Réalisation et production : Cesare Canevari
- Scénario : Mino Roli, Nino Ducci et Eduardo M. Brochero
- Montage : Angelo Frigeri, Isabel Mula et Cesare Canevari
- Musique : Mario Migliardi
- Photographie : Julius Ortas
- Sociétés de production : Rofima Cinematografica et Coopercines
- Société de distribution : Cineriz
- Pays d'origine :  Italie
- Langue originale : italien
- Format : couleur
- Genre : western spaghetti
- Durée : 94 minutes
- Date de sortie :
  - Italie : 22 octobre 1970

## Distribution
- Corrado Pani : Burt
- Lou Castel : Ray / Todd
- Antonio Salines : Theo
- Claudia Gravy : Mary
- Luis Dávila : Philip
- Miguel del Castillo : Baxter
- Ana María Noé : Constance Benson
- Ana María Mendoza : Bridget
- Mirella Pamphili : la veuve